# Parador de Albacete
El Parador de Albacete es un alojamiento turístico perteneciente a la red de Paradores Nacionales de Turismo situado en la ciudad española de Albacete.
Fue inaugurado en 1970 como Albergue Nacional de Carretera, por lo que la estancia máxima era de dos noches, ya que estaba destinado a dar alojamiento a los automovilistas de la transitada carretera N-301. Al contrario que la mayoría de Albergues Nacionales, que estaban situados en un margen de la carretera, en Albacete se escogió una parcela apartada de dicha carretera, evitando así el molesto ruido del ya abundante tráfico rodado. Construido en la finca La Morena, es obra del arquitecto Manuel Sainz de Vicuña García-Prieto. Tiene 4 estrellas.
Representa a una quintana típica de La Mancha de fachada lineal, con patio arbolado en torno a una fuente central e incluso el típico corral de estas emblemáticas construcciones. Cuenta con amplias instalaciones deportivas como un campo de golf de nueve hoyos, piscina o pistas de tenis. Está situado al sureste de la capital albaceteña, en plena llanura manchega. Forma parte de la Ruta del Quijote.
El complejo se compone de un conjunto de edificios e instalaciones de dos alturas formando parte de un todo, dispuestos en torno a un jardín con piscina que se abre al campo de golf en el que está integrado el complejo.